# Stadion Odulio Willems
Stadion Odulio Willems lub Suffisant Stadion – wielofunkcyjny stadion w Willemstad na Curaçao. Jest obecnie używany głównie dla meczów piłki nożnej i baseballu.